# Takashi Amano

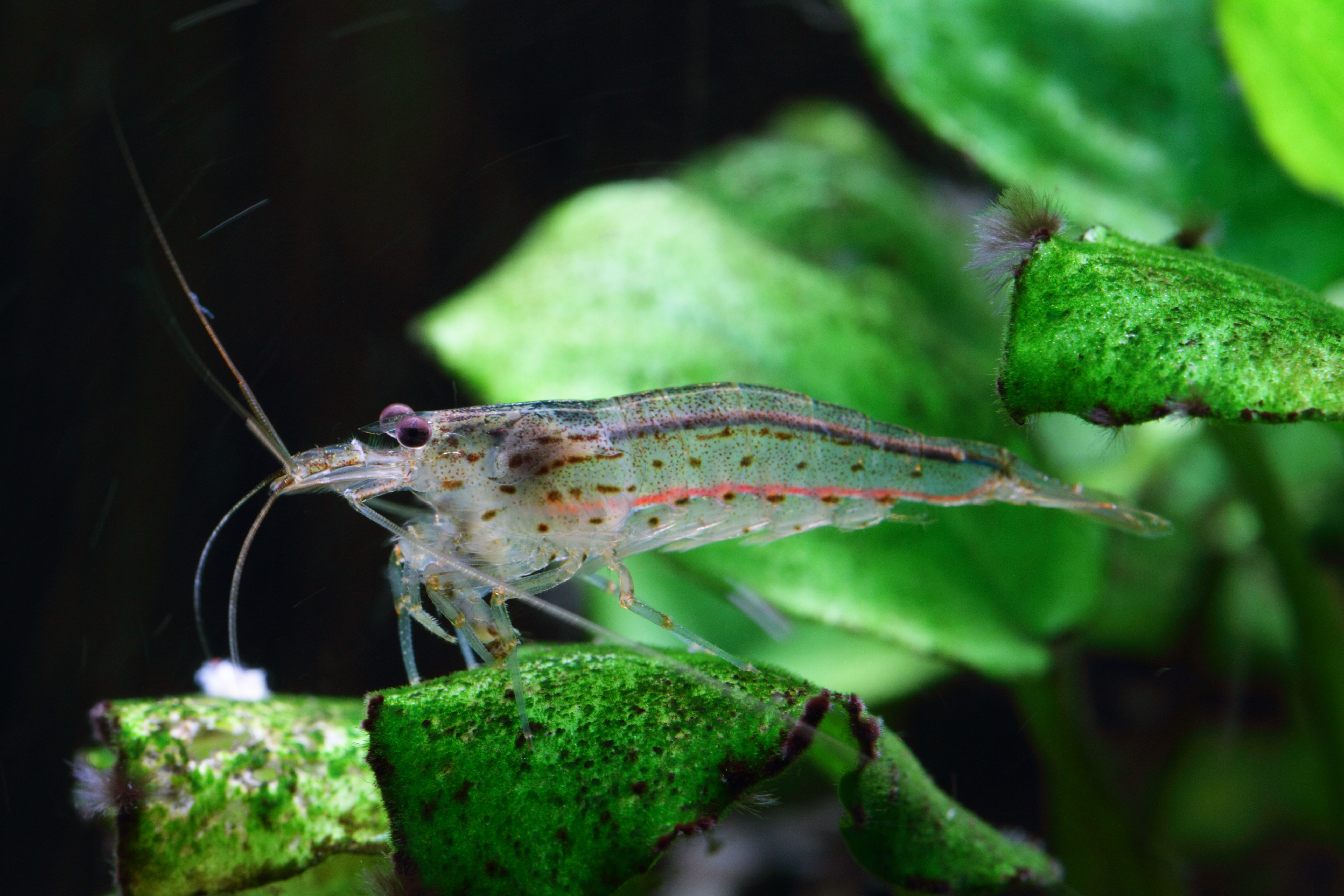
La crevette d'Amano doit son nom commun à Takashi Amano.

Pour les articles homonymes, voir Amano.
Takashi Amano (天野 尚, Amano Takashi), né le 18 juillet 1954 à Niigata (Japon) et mort le 4 août 2015 dans la même ville à l'âge de 61 ans d'une pneumonie, est un photographe paysagiste, designer et aquariophile japonais. 

## Biographie
À partir de 1975, Amano visite les forêts tropicales en Amazonie, Bornéo et Afrique de l'Ouest et les forêts vierges au Japon, et travaille sur des séries de photographies sur le thème « Nature intacte » avec sa caméra grand format. Il capte les moindres détails de la nature, trouvés sur le lieu de la capture, sur des films de plus grande taille (jusqu'à 8 x 20 pouces). Ses œuvres sont exposées et publiées à travers le monde.
Ces dernières années, Amano a donné de nombreuses conférences sur ses expéditions photographiques et sur ses expériences dans la nature à travers le monde. Il a rappelé l'importance des programmes de plantation d'arbres pour protéger l'environnement terrestre.
Il est également reconnu pour ses talents artistiques en aquariophilie.